# 神森万理江
もしかして
- 神森万里江

ではありませんか？